# DOTA (キレート剤)
DOTA（1,4,7,10-テトラアザシクロドデカン-1,4,7,10-テトラ酢酸）は化学式(CH2CH2NCH2CO2H)4で表される有機化合物であり、窒素を含む12員環を持つ。DOTAはランタノイドのキレート剤として用いられ、その錯体は造影剤、癌治療などの医療に応用されている。

## 用語
DOTAという頭文字は上の化合物(テトラカルボン酸)だけでなく、その共役塩基を含めた様々な誘導体に対して用いられる。錯体化学の領域では、テトラカルボン酸をH4DOTAと呼び、そこから4H+が脱離したものをDOTA4–と呼ぶ。

## 構造
DOTAはサイクレン誘導体であり、サイクレンの4つのN-HをN-CH2COOHに置き換えることで得られる。その構造はポリアミノカルボン酸であり、2,3価の金属カチオンに対して高い親和性を示す。1976年に発見された当時は、Ca2+、Gd3+に対する錯生成定数が最大の物質であった。
DOTAは多座配位子として機能するが、その配座数は中心金属の性質に依存する。ランタノイドの場合、4つの窒素原子と4つのカルボキシル基で八座配位子として配位する。ほとんどの場合はさらにH2Oが配位し、中心金属の配位数は9となる。
遷移金属イオンに対しては、4つの窒素原子と2つのカルボキシル基で六座配位子として配位する。この場合、錯体は八面体形である。
[Fe(DOTA)]-の場合、七座配位子として配位する。

## 用途

### 癌治療、診断
DOTAは90Y3+をキレートする性質を持ち、癌治療に使われる。
[Y(DOTA)]-はアミド結合によってモノクローナル抗体に取り付けることができる。この抗体は癌細胞内部に集積し、90Yからの放射線を癌細胞に集中させる。
この構造を含む薬剤は、tetraxetanで終わる国際一般名を与えられている。:
- Yttrium (90Y) clivatuzumab tetraxetan
- Yttrium (90Y) tacatuzumab tetraxetan

DOTAは他にも様々な構造への親和性を持つ分子と結合させることができ、放射性同位体と共に、癌治療やポジトロン断層法などの診断で用いられる。
- 神経内分泌腫瘍で見られるソマトスタチン受容体への親和性を利用する例:[6]
  - DOTATOC, DOTA-(Tyr3)-octreotide or edotreotide
  - DOTA-TATE or DOTA-(Tyr3)-octreotate
- ストレプトアビジン、アビジンとの親和性を持つビオチンを利用する例(モノクローナル抗体と共に用いる):[7]
  - w:DOTA-biotin

モノクローナル抗体w:tacatuzumabと結合し、90YをキレートしたDOTA
DOTATOCと90Yの錯体
DOTA-TATE

### 造影剤
Gd3+との錯体は、ガドテル酸としてMRIの造影剤に用いられる。

## 合成
最初の合成はサイクレンとブロモ酢酸を用いて行われた。この方法は簡単であり、現在も使われている。